# جيم ليندساي
جيم ليندساي (بالإنجليزية: Jim Lindsey)‏ هو لاعب كرة قدم أمريكية ولاعب كرة قدم كندية أمريكي، ولد في 16 نوفمبر 1948 في باي سيتي في الولايات المتحدة، وتوفي في 9 سبتمبر 1998 في كوليفيل في الولايات المتحدة.

## وصلات خارجية
- جيم ليندساي على موقع JustSportsStats.com (الإنجليزية)